# Les Ateliers du SAL
Les Ateliers du SAL es una revista de literatura latinoamericana, publicada semestralmente entre 2012 y 2020 bajo la dirección de Eduardo Ramos-Izquierdo. Partiendo del concepto de Escrituras plurales, considera cuatro ejes principales :
- Un enfoque interdisciplinario a partir de la literatura
- Una cobertura geocultural de todos los países de América Latina, así como de las culturas hispánicas en otros países de América, los chicanos, por ejemplo
- El análisis de la diversidad de géneros literarios (poesía, ficción, teatro, ensayo) y su relación con otras formas artísticas y expresivas (artes visuales, cine, música, hipermedia, etc.)
- Un énfasis en los temas esenciales de la escritura literaria.
En el marco de este programa, la revista ha publicado 17 números y el trabajo de más de 150 investigadores. También ha abierto un espacio para la escritura de creación. Numerosos autores latinoamericanos han publicado en sus páginas, por ejemplo: Elsa Cross, Marcelo Figueras, Yuri Herrera, Luisa Futoransky, Daniel Leyva, María Rosa Lojo, Pablo Montoya, Leonardo Padura, Aline Pettersson, Diego Trelles Paz,  Zoe Valdés, Luisa Valenzuela, Tino Villanueva, Juan Villoro… Asimismo, han aparecido entrevistas de autores de la actualidad literaria latino-americana (Alan Pauls, Vicente Quirarte, Juan Gabriel Vásquez, entre otros). 
Por otra parte, la revista también se ha interesado en la creación plástica. Además de entrevistar a Vicente Rojo, ha presentado la obra de Tomás Gómez Robledo y Siegfried Laske . 
La revista se integra en el eje Séminaire Amérique Latine, del CRIMIC (EA 2165) de Sorbonne-Université .
Ver los índices publicados .